# Ornithodesmus
Ornithodesmus cluniculus
Genre
Espèce
Ornithodesmus est un genre éteint de petits dinosaures de la famille des dromaeosauridés qui vivait au cours du Crétacé inférieur, il y a environ 125 millions d'années. Les restes fossiles découverts proviennent de l'île de Wight, en Angleterre, où ils ont été extraits des sédiments du faciès wealdien, ensemble de faciès détritiques d'environnement continental.
La seule espèce rattachée au genre est Ornithodesmus cluniculus.

## Étymologie
Du grec ancien « ὄρνις » (« ornis »), « oiseau » et « δεσμός » (« desmos »), « lien » qui indiquent que Seeley pensait que cet oiseau primitif était un « chaînon » de l'évolution vers les oiseaux actuels. Le nom spécifique vient du latin « cluniculus » signifiant « petite fesse » en référence à la petite taille des cuisses de l'animal.

## Historique
Le nom d'Ornithodesmus a été attribué en 1887 à un sacrum constitué de six vertèbres fusionnées et initialement considéré comme appartenant à un oiseau fossile. Cependant, dès la même année, John Hulke, dans une publication anonyme, suggère qu'il s'agit de restes d'un ptérosaure. Après avoir découvert d'autres restes plus complets, Seeley se range à cet avis.  
En 1993, Stafford C. Howse et Andrew Milner réexaminent le spécimen type de O. cluniculus, déterminant qu'il ne s'agit pas d'un ptérosaure mais plutôt d'un dinosaure théropode. Plus précisément ils suggèrent qu'il s'agit d'un troodontidé en se basant sur sa ressemblance avec un spécimen référencé BMNH R4463 supposé alors appartenir à cette famille. Cependant Peter Makovicky et Mark Norell en 1997 reprennent l'étude du spécimen type et déterminent qu'il s'agit en fait de restes d'un petit dinosaure théropode de la famille des dromaeosauridés. Cette conclusion est confirmée par une étude en 2007 conduite par Darren Naish et David M. Martill. 
Les restes plus complets attribués depuis longtemps à un ptérosaure portent, depuis 2001, le nom de genre Istiodactylus.

## Description
La description d'Ornithodesmus est handicapée par la faible quantité d'os fossiles retrouvés, essentiellement des vertèbres. Leurs épines neurales sont soudées et forment un ensemble de près de 10 centimètres de long. Les deux premières de ces vertèbres sont pneumatisées (présence de sacs aériens) ce qui caractérise les animaux volants comme les ptérosaures.
Par comparaison avec les autres dromaeosauridés, Ornithodesmus devait être un petit carnivore d'environ 1,80 mètre de long.